# Loxton
Loxton ist eine Stadt im australischen Bundesstaat South Australia. Sie liegt in der Region Riverland am Südufer des Murray River. Der Ort gehört zum Loxton Waikerie Council.

## Geschichte
Die Stadt wurde 1907 gegründet. Sie wurde nach William Loxton benannt, einem boundary rider (Grenzfahrer) einer nahe gelegenen Schaffarm. 1997 wurden die Kommunalregierungen von Loxton, Browns Well und Waikerie zum Loxton Waikerie District Council. Eine Touristenattraktion ist die historische Siedlung am Flussufer. „The Village“ zeugt noch vom Leben der ersten Einwohner. Betrug die Einwohnerzahl noch 3352, so stieg sie zehn Jahre später auf 3795 und 2021 auf 3947.

## Wirtschaft
Da das Gebiet sehr fruchtbar ist, werden hier Weizen, Nüsse und Obst angebaut. Das Pflanzen von Rebstöcken sorgt dafür, dass in der Stadt einige der größten Weinproduzenten des Landes ansässig sind.

## Persönlichkeiten
- Grant Schubert (* 1980), australischer Hockeyspieler
- Sophie Edington (* 1984), australische Schwimmerin
- Alex Carey (* 1991), australischer Cricketspieler
- Zachery Schubert (* 1995), australischer Beachvolleyballspieler